# Luis Ramón Garrido
Luis Ramón Garrido (* 10. Mai 1996 in Monterrey) ist ein mexikanischer Badmintonspieler. 

## Karriere
Luis Ramón Garrido siegte 2017 bei den Mercosul International sowie 2018 bei den Ivory Coast International. 2024 qualifizierte er sich für die Olympischen Sommerspiele in Paris.

## Sportliche Erfolge
| Saison | Veranstaltung                              | Disziplin | Platz | Name                                                 |
| ------ | ------------------------------------------ | --------- | ----- | ---------------------------------------------------- |
| 2004   | Pan American Junior Championships U11 2004 | MD        | 1     | Luis Ramón Garrido / Andrés Quadri                   |
| 2012   | Pan American Junior Championships U17 2012 | MD        | 1     | Luis Ramón Garrido / Daniel Martinez                 |
| 2012   | Giraldilla International 2012              | WD        | 3     | Laura Fernández García / Lissety Méndez Garrido      |
| 2013   | Pan American Junior Championships U19 2013 | MS        | 3     | Luis Ramón Garrido                                   |
| 2013   | Australian Junior International 2013       | XD        | 1     | Luis Ramón Garrido / Haramara Gaitan                 |
| 2013   | Giraldilla International 2013              | WD        | 3     | Lissety Méndez Garrido / Ana Gloria Pérez Echevarría |
| 2013   | Pan American Junior Championships U19 2013 | XD        | 3     | Luis Ramón Garrido / Haramara Gaitan                 |
| 2013   | Irish Junior International 2013            | MS        | 1     | Luis Ramón Garrido                                   |
| 2014   | Mexico International                       | MS        | 1     | Luis Ramón Garrido                                   |
| 2015   | Trinidad and Tobago International 2015     | MD        | 1     | Luis Ramón Garrido / Lino Muñoz                      |
| 2015   | Auckland International 2015                | MS        | 3     | Luis Ramón Garrido                                   |
| 2015   | Trinidad and Tobago International 2015     | MS        | 2     | Luis Ramón Garrido                                   |
| 2017   | Santo Domingo International 2017           | MS        | 2     | Luis Ramón Garrido                                   |
| 2017   | World Championships 2017                   | MS        | 33    | Luis Ramón Garrido                                   |
| 2017   | Botswana International 2017                | MS        | 1     | Luis Ramón Garrido                                   |
| 2017   | Peru International Series 2017             | MS        | 1     | Luis Ramón Garrido                                   |
| 2017   | Mercosul International 2017                | MS        | 1     | Luis Ramón Garrido                                   |
| 2017   | Lithuanian International 2017              | MS        | 2     | Luis Ramón Garrido                                   |
| 2018   | Peru International Series 2018             | MS        | 1     | Luis Ramón Garrido                                   |